# Шанткок
Шанткок (фр. Chantecoq) насеље је и општина у централној Француској у региону Центар (регион), у департману Лоаре која припада префектури Монтаржи.
По подацима из 2011. године у општини је живело 528 становника, а густина насељености је износила 33,15 становника/km². Општина се простире на површини од 15,93 km². Налази се на средњој надморској висини од 122 метара (максималној 167 m, а минималној 115 m).

## Демографија
| 1962. | 1968. | 1975. | 1982. | 1990. | 1999. | 2011. |
| ----- | ----- | ----- | ----- | ----- | ----- | ----- |
| 381   | 347   | 322   | 358   | 355   | 406   | 528   |

График промене броја становника у току последњих година